# Aigné
Aigné är en kommun i departementet Sarthe i regionen Pays de la Loire i nordvästra Frankrike. Kommunen ligger i kantonen Le Mans-Nord-Ouest som tillhör arrondissementet Le Mans. År 2022 hade Aigné 1 681 invånare.

## Befolkningsutveckling
Antalet invånare i kommunen Aigné
| Referens: INSEE |